# .yu
.yu war die länderspezifische Top-Level-Domain (ccTLD) der Bundesrepublik Jugoslawien beziehungsweise deren Nachfolgestaats Serbien und Montenegro zwischen 1994 und 2010.
Im Jahr 2007 haben Serbien und Montenegro mit .rs und .me jeweils eigene Top-Level-Domains beantragt. Aufgrund dessen wurde die Verfügbarkeit von .yu zum 30. März 2012 eingestellt. Inhaber einer .yu-Domain hatten bis dahin die Möglichkeit, ihre Adresse im Bereich von .rs und .me zu sichern.